# Szatmár.ro
A Szatmár.ro – Szatmár megyei hírportál a megye első hírportálja, 2005 óta működik. A Trafic.ro adatai szerint Szatmár megye legolvasottabb internetes oldala. Szerkesztősége Szatmárnémetiben található.
A portál logója Szatmárnémeti egyik jelképét, a tűzoltótornyot ábrázolja. A portál szolgáltatásai között ingyenes apróhirdetés, online képeslapküldés, valamint Szatmár megyei háttérkép-gyűjtemény is megtalálható.  A Szatmár.ro portfóliójába tartozik a szintén naponta frissülő portálként működő Nagykároly.ro is.